# 佐竹義幹
佐竹 義幹（さたけ よしもと、寛政3年（1791年） - 嘉永5年1月27日（1852年2月16日））は、佐竹氏一門の佐竹西家15代当主。久保田藩大館第9代所預。
父は西家佐竹義種。母は今宮義栄の娘。正室多賀谷氏。子は佐竹義茂。幼名は長菊、元千代。通称は隆之助、石見、大炊助。諱は義隣、義幹。

## 経歴
寛政3年（1791年）、大館城代佐竹義種の子として生まれる。大館城代の父義種が家政不行き届きで隠居を命じられたため、家督を相続した。大館城代として藩主佐竹義厚、佐竹義睦に仕えた。文政7年（1824年）、藩主義厚の将軍徳川家斉への拝謁の際に同席し、拝謁する。嘉永2年（1849年）、大館の巡察に訪れた幕府国目付の供応に当る。嘉永5年（1852年）死去。享年62。家督は嫡男義茂が相続した。